# Altay (Kampfpanzer)
Der Altay ist ein türkischer Kampfpanzer, der auf dem südkoreanischen Modell K2 Black Panther basiert. Der erste Prototyp wurde im Jahr 2012 der Öffentlichkeit vorgestellt.

## Geschichte
Der Altay ist seit dem Zweiten Weltkrieg der erste Versuch der Türkei, einen Kampfpanzer selbstzuentwickeln. Die Idee geht auf das MİTÜP – Milli Tank Üretimi Projesi (Nationales Panzerproduktionsprojekt) Mitte der 1990er Jahre zurück. Aber erst am 30. März 2007 beschloss dann die Türkei, auf der Grundlage des südkoreanischen K2 Black Panther den Altay zu bauen. 2008 wurden die Verträge mit dem südkoreanischen Unternehmen Hyundai Rotem unterzeichnet. Die türkische Version des Kampfpanzers heißt Altay und soll in der Türkei durch die Firmen BMC, Aselsan, MKEK und Roketsan gefertigt werden. Der Name wurde zu Ehren des türkischen Generals und Politikers Fahrettin Altay gewählt. Ursprünglich sollten innerhalb von zehn Jahren vier Lose mit einer Gesamtzahl von 1000 Stück gefertigt werden und die knapp 1700 M48, M60 der Reserve und die zirka 400 Leopard 1 ersetzen. Im Mai 2016 existierten vier Prototypen.
2017 wollte sich Rheinmetall über ein Gemeinschaftsunternehmen (Rheinmetall BMC Savunma Sanayi ve Tic. A.Ş. (RBSS)) mit dem türkischen Nutzfahrzeughersteller BMC und der Holding Etika Strategi aus Malaysia an künftigen Ausschreibungen in der Türkei beteiligen. Am 9. November 2018 gab das türkische Verteidigungsministerium bekannt, dass der Auftrag für die Produktion der ersten 250 Kampfpanzer an den türkischen Lastkraftwagen- und Nutzfahrzeuge-Hersteller BMC vergeben wurde. Der Vertrag sah eine Wartung und eine zweite Tranche von 210 Panzern vor. Die erste Übergabe der Panzer war für Mitte 2020 geplant. Als Hauptbewaffnung ist eine Rheinmetall-120-mm-Kanone, die auch beim Leopard 2 eingesetzt wird, vorgesehen; diese wird in Lizenz von der ebenfalls türkischen Firma Makina ve Kimya Endüstrisi Kurumu (MKEK) hergestellt.
Elf Monate später verkündete im Oktober 2019 der BMC-Geschäftsführer Ethem Sancak einen Projektverzug von weiteren zwei Jahren. Als Hauptgrund wurden fehlende westliche industrielle Partner und die daraus resultierenden Entwicklungsschwierigkeiten beim Antriebsstrang genannt. Der österreichische Motorenbauer AVL List stoppte bereits 2015 nach drei Monaten die Kooperation aufgrund rechtlicher Hürden; Tümosan kündigte darauf die Zusammenarbeit. Der Motorenbauer MTU sowie der Getriebebauer Renk, dessen Antriebsstrang in den Prototypen verbaut ist, stehen ebenfalls nicht zur Verfügung. Die Beteiligung Rheinmetalls an BMC wurde beendet, da Rheinmetall keine Exportgenehmigung von der Regierung erhielt. Seit dem Putschversuch in der Türkei 2016 werden weniger deutsche Rüstungsexporte in die Türkei genehmigt.
Ende 2020 hat das Programm aufgrund fehlender wichtiger Komponenten wie Motor, Getriebe und Panzerung immer noch erhebliche Verspätung. Einen offiziellen Termin zum Start der Serienproduktion wird nicht mehr kommuniziert (im Investitionsprogramm des Präsidentenamtes für 2021 wurde der Altay nicht einmal mehr erwähnt). Die Türkei versucht scheinbar die fehlenden Komponenten mit Hilfe von Hyundai Rotem und weiteren Partnern aus Südkorea zu lösen. Südkorea hatte aber beim K2 Black Panther ganz ähnliche Probleme mit dem Antriebsstrang, welche zur Verzögerung beim K2 führte und nach Mängeln selber auf deutsche Technik zurückgreifen müssen. Bei der Panzerung hoffte die Türkei auf französische Unterstützung, doch die Beziehungen zwischen der Türkei und Frankreich kühlten aufgrund gegensätzlicher Interessen im Gasstreit im Mittelmeer merklich ab. Das Problem der Panzerung will die Türkei nun scheinbar selbst national lösen.
Im Frühling 2023 gab der Hersteller bekannt, dass zwei Vorserienmodelle zum Testen für eineinhalb bis zwei Jahre an die türkischen Streitkräfte abgegeben werden. Um den Unterschied zu bisherigen Modellen herauszustreichen, werden diese zwei Modelle Yeni Altay (neuer Altay) genannt. Der Antriebsstrang ist nun rein koreanisch mit einem wassergekühlten 12-Zylinder-Doosan-Dieselmotor DV27K 1110 kW (1500 PS) und einem Getriebe von SNT Dynamics. Neben dem Antrieb halfen koreanische Firmen auch bei der Entwicklung der 120-mm-Glattrohrkanone und bei der Panzerung. Daneben wurde das Feuerleitsystem, die abstandsaktiven Schutzmaßnahmen, die optischen Systeme, das Laserwarngerät sowie die Kommunikation und Navigation von türkischen Firmen beigesteuert. Inklusive der zwei neuen Prototypen wurden bis dato zehn Altays in unterschiedlichen Konfigurationen produziert.
Mitte 2024 gab der Direktor der staatlichen türkischen Verteidigungsindustrie, Haluk Görgun, bekannt, dass die Türkei mit der Serienproduktion des Altay begonnen habe. Der türkische Sicherheitsexperte Özge Kilinc äußerte in einem Interview mit der Frankfurter Rundschau Zweifel, ob es sich beim Altay tatsächlich um einen „nationalen“ Panzer der Türkei handelt, d. h. ob Entwicklung und Produktion maßgeblich in der Türkei stattfinden. So seien derzeit, entgegen der auf die Verwendung von nationalen Produkten ausgerichteten Planung, die Kanone, der Motor, das Getriebe und die Panzerung weder in der Türkei entwickelt noch produziert. Außerdem verfüge die Türkei nicht über geeignete Produktionsstätten zur Panzerproduktion, sondern lediglich Werke zur Montage und Modernisierung von Panzern. Kilinc geht aufgrund dieser Umstände davon aus, dass in der Türkei lediglich die Montage von im Ausland produzierten und von dort gelieferten Bauteilen erfolgen wird und bezeichnete den Altay als „Montageprodukt mit türkischem Feuerleitsystem von Aselsan“, bei dem „praktisch nur die Software“ türkisch sei.

## Schutz
Der Altay ist durch eine Verbund- und Reaktivpanzerung der dritten Generation geschützt. Die Wanne verfügt über einen Minenschutz und eine ABC-Schutzanlage. Zudem ist neben einem Laserwarnsystem auch eine Freund-Feind-Erkennung und SIF-System (Selective identification feature) nach STANAG 4579 vorhanden.
Die Stärke der Panzerung entspricht in etwa der des M1A2 Abrams. Die Reaktivpanzerung wird an den eher schwächer gepanzerten Seiten und auf dem Dach eingesetzt, während die Verbundpanzerung an der Fahrzeugfront am stärksten ist. Unter anderem erhöht sich so die Gefechtsfeldmobilität und der Kraftstoffverbrauch des Fahrzeuges wird gesenkt. Zusätzlich ist der Panzer mit abstandsaktiven Schutzmaßnahmen ausgestattet. Sie umfassen in der Anfangsphase ein Softkillsystem vom Typ VIRSS (Visual and Infrared Screening Smoke) s. Nebelkampfstoff, bei der späteren Version (Product Improvement Programm) soll auch ein Hardkillsystem eingebaut werden, das sich momentan noch in der Entwicklung befindet. Der Panzer verfügt über ein Radar- und Laserwarnsystem (ESM), um die Besatzung bei einer Entdeckung und Anpeilung des Panzers zu warnen und die Signale zu stören (ECM). Zusätzlich verfügt der Altay über ein 360°-Millimeterwellenradar, mit dem anfliegende Projektile und in der Nähe fliegende Hubschrauber und Flugzeuge aufgefasst werden können. Die so gewonnenen Zieldaten können zu einer schnellen Bekämpfung direkt an das Feuerleitsystem weitergegeben werden.

## Bewaffnung
Als Hauptbewaffnung des Altay war eine Rheinmetall-120-mm-Glattrohrkanone L/55 geplant, die auch im Leopard 2A6 verbaut ist. Die türkische Firma MKEK sollte die Kanone in Lizenz fertigen. Nun soll eine andere 120-mm-Glattrohrkanone zum Einsatz kommen, die mit koreanischer Unterstützung gebaut werden soll.
Das türkische Heer verzichtet auf die Ladeautomatik des K2 Black Panther und setzt stattdessen weiterhin auf einen Ladeschützen. Dadurch steigt die Besatzung von drei auf vier Soldaten (Kommandant, Richtschütze, Ladeschütze, Fahrer).
Das computergestützte Feuerleitsystem mit Hunter-Killer-Fähigkeit soll auch in der Bewegung eine hohe Ersttrefferwahrscheinlichkeit ermöglichen. Das 360°-Periskop bietet dem Kommandanten einen Rundumblick über das Gefechtsfeld.
Die Sekundärbewaffnung besteht aus einem koaxialen MG3 Kaliber 7,62 mm und einer unter Panzerschutz bedienbaren Waffenstation mit einem 12,7-mm- oder 7,62-mm-Maschinengewehr.
Die Bordkanone kann sämtliche gängigen NATO-Patronen im Kaliber 120 mm verschießen. Im Gefechtsfall werden jedoch nur zwei von den drei folgenden geladen:
- APFSDS (Armour-Piercing Fin-Stabilized Discarding Sabot), Wuchtgeschosse.
- HEAT-MP-T (High Explosive Anti-Tank Multi-Purpose Tracer), hochexplosive Hohlladungsgeschosse zur Panzerabwehr mit Leuchtspur.
- Panzerabwehrlenkwaffen

## Antrieb
Die Prototypen des Altay wurden mit einem 12-Zylinder-Multi-Fuel-Motor des deutschen Herstellers MTU Friedrichshafen ausgerüstet. Da die deutschen Firmen Bedenken vor einem Technologietransfer in die Türkei hatten, plant die Türkei die Serienfertigung mit einem von BMC Power produzierten 1324 kW leistenden Batu-Motor. Das Antriebsprogramm und in der Folge die Serienproduktion des Altay verzögerte sich aber bis dato. Das Renk-Powershift-Automatik-Getriebe hat fünf Vorwärts- und drei Rückwärtsgänge. Zusätzlich ist eine Gasturbine eingebaut, die für die Stromversorgung der Elektronik bei abgestelltem Dieselmotor zuständig ist.

## Fahrwerk
Der Altay ist mit einer hydropneumatischen Federung ausgestattet. Während das Fahrwerk des K2 Black Panther sechs Laufrollen nutzt, soll die Serienversion des Altay über sieben verfügen. Durch einen mitgeführten faltbaren Schacht ist der Altay bis 2,25 Meter tiefwatfähig. Ein längerer Unterwasserfahrschacht ermöglicht die Durchquerung von Gewässern mit 4 Metern Wassertiefe. Die Wanne verfügt jeweils über ein Wärmebildgerät an der Front und am Heck für den Fahrer.

## Interessenten
- Aserbaidschan[20]
- Katar[21]
- Oman[22]
- Saudi-Arabien[23]